# Musan
Musan (kor. 무산군, Musan-gun) – powiat w Korei Północnej, w północnej części prowincji Hamgyŏng Północny. W 2008 roku liczył 123 721 mieszkańców. Graniczy z powiatami Puryŏng od wschodu, Kyŏngsŏng od południa, Yŏnsa od południowego zachodu, a także z miastami Hoeryŏng od północnego wschodu i Ch’ŏngjin (konkretnie z dzielnicami Puyun i Songp’yŏng) od południowego wschodu. Od północy graniczy z należącą do Chin prowincją Jilin. Granicę tę wytycza rzeka Tuman. 90% terytorium powiatu to niezamieszkane tereny leśne. Przez powiat przebiegają dwie linie kolejowe: łącząca Musan i Gomusan (powiat Puryŏng), 58-kilometrowa linia Musan, a także linia Paengmu z powiatu Paek’am (prowincja Ryanggang) do Musanu (191,7 km).

## Historia
Przed wyzwoleniem Korei spod okupacji japońskiej powiat składał się z 10 miejscowości (kor. myŏn) oraz 40 wsi (kor. ri). W obecnej formie powstał w wyniku gruntownej reformy podziału administracyjnego w grudniu 1952 roku. W jego skład weszły wówczas tereny należące wcześniej do miejscowości Tong, Ŏha, Yŏnsang, Samjang (2 wsie), Musan (9 wsi; wszystkie należące do powiatu Musan) i należącej do powiatu Puryŏng miejscowości Sŏsang (2 wsie).

## Gospodarka
Na terenie powiatu znajduje się jedna z największych kopalni rudy żelaza. Prawo do prowadzenia wydobycia w kopalni na 50 lat wykupili Chińczycy.

## Podział administracyjny powiatu
W skład powiatu wchodzą następujące jednostki administracyjne:
| Nazwa jednostki administracyjnej | Rodzaj jednostki administracyjnej | Chosŏn’gŭl   | Hancha       |
| -------------------------------- | --------------------------------- | ------------ | ------------ |
| Musan-ŭp                         | miasteczko                        | 무산읍       | 茂山邑       |
| Ch’angnyŏl-rodongjagu            | dzielnica pracownicza             | 창렬로동자구 | 彰烈勞動者區 |
| Mayang-rodongjagu                | dzielnica pracownicza             | 마양로동자구 | 馬養勞動者區 |
| Kangsŏn-rodongjagu               | dzielnica pracownicza             | 강선로동자구 | 降仙勞動者區 |
| Namsan-rodongjagu                | dzielnica pracownicza             | 남산로동자구 | 南山勞動者區 |
| Sambong-rodongjagu               | dzielnica pracownicza             | 삼봉로동자구 | 三峰勞動者區 |
| Juch’o-rodongjagu                | dzielnica pracownicza             | 주초로동자구 | 朱草勞動者區 |
| Sŏho-ri                          | wieś                              | 서호리       | 西湖里       |
| Jich’o-ri                        | wieś                              | 지초리       | 芝草里       |
| Saegol-ri                        | wieś                              | 새골리       | 새골리       |
| Ch’ilsŏng-ri                     | wieś                              | 칠성리       | 七星里       |
| Tokso-ri                         | wieś                              | 독소리       | 篤所里       |
| P’ungsan-ri                      | wieś                              | 풍산리       | 豊山里       |
| Ch’ayu-ri                        | wieś                              | 차유리       | 車踰里       |
| O’bong-ri                        | wieś                              | 오봉리       | 五峰里       |
| Minbong-ri                       | wieś                              | 민봉리       | 민봉리       |
| Onch'ŏn-ri                       | wieś                              | 온천리       | 溫泉里       |
| Pakch'ŏn-ri                      | wieś                              | 박천리       | 朴川里       |
| Sangch’ang-ri                    | wieś                              | 상창리       | 上倉里       |
| Mun’am-ri                        | wieś                              | 문암리       | 文岩里       |
| Hŭng’am-ri                       | wieś                              | 흥암리       | 興岩里       |
| Rimgang-ri                       | wieś                              | 림강리       | 臨江里       |